# Tongjiang, Jiamusi
Tongjiang, tidigare stavat Tungkiang, är en stad på häradsnivå som lyder under Jiamusis stad på prefekturnivå i Heilongjiang-provinsen i nordöstra Kina. Den ligger omkring 540 kilometer nordost om provinshuvudstaden Harbin.
Orten är belägen där floderna Amur och Songhua sammanflyter, intill gränsen mot det Judiska autonoma länet i Ryska federationen. Det finns planer på att bygga en bro över den kinesisk-ryska gränsen.